# BBC America
BBC America je satelitní kanál britské veřejnoprávní televize BBC, respektive její komerční divize BBC Worldwide. Vysílá od roku 1998. Je provozován jako joint venture mezi BBC Worldwide a americkou televizní společností AMC. Ta svůj podíl koupila v roce 2014 od Discovery Communications.

## Historie

Logo BBC America používané jako on-air logo od roku 2021.

Kanál zahájil vysílání 29. března 1998, vysílající komedie, drama a lifestylové pořady z produkce BBC, ale i ITV nebo Channel 4. V prvních letech vysílání se programové schéma BBC America zaměřovalo právě na lifestylové pořady a toto zaměření se ukázalo jako úspěšné. Večerní schéma například obsahovalo hlavně nové pořady. V roce 2003 BBC America přestala vysílat britskou soap operu EastEnders. V souvislosti s příchodem nového generálního ředitele z Comedy Central kolem roku 2006 také kanál významně rozšířil svůj rozpočet a začal obsahovat více vlastních pořadů.

## Program
Stanice se zaměřuje na vysílání toho nejlepšího z britské produkce BBC a vlastní produkci. Stanice vysílá například Top Gear, Doctor Who, Law & Order: UK (britská verze seriálu Zákon a pořádek), Star Trek: Nová generace, Ramsay’s Kitchen Nightmares (předobraz Ano, šéfe!) a další. Stanice také vysílá o 4 do 8 hodin ráno simultánně program BBC World News. Kanál také v letech 2007 až 2011 vysílal zpravodajskou relaci BBC World News America moderovaný ze studia ve Washingtonu. Od roku 2011 dodnes se relace vysílá pouze na kanálu BBC World News a regionálních stanicích americké veřejnoprávní PBS. Stanice také přepojuje na BBC World News v případě mimořádných zpráv.

## Dostupnost
BBC America je distribuována v kabelových a satelitních platformách na území USA (společně s kanály Discovery Networks) a dále také na Bermudách, Guamu, Kajmanských ostrovech a dalších zámořských územích. Také má BBC America aplikaci na ITunes a Zune Marketplace. BBC America má také svůj HD simulcast, BBC America HD.